# João Neves (componist)
João Constantino Duarte Neves (Fermentelos, ? ) is een Portugees componist, muziekpedagoog, dirigent, klarinettist en cellist. 

## Levensloop
Neves werd op 10-jarige leeftijd lid van de Banda Nova de Fermentelos. Hij studeerde aan het Conservatório de Música de Aveiro en vervolgens bij Isaura Paiva de Magalhães (HaFadirectie) aan de Escola de Música do Conservatório Nacional de Lisboa in Lissabon. Nadat hij zijn diploma's had behaald werd hij in 1970 klarinettist in de Banda da Guarda Nacional Republicana, toen onder leiding van Silva Dionísio. Vanaf 1973 was hij cellist in het Orquestra Filarmónica de Lisboa alsook in de Orquestra de Ópera do Teatro Nacional de Sao Carlos te Lissabon.
In 1986 werd hij dirigent van de Associação Cultural e Recreativa Banda Nova de Fermentelos en ook van de Banda da Sociedade Filarmónica Progresso Matos Galamba in Alcácer do Sal. Sindsdien is het muzikale peil enorm verhoogd. Met de Associação Cultural e Recreativa Banda Nova de Fermentelos maakte hij concertreizen naar Spanje, Zwitserland, Liechtenstein, Brazilië, Azoren en Madeira. Hij heeft met dit orkest 1 langspeelplaat, 11 cd's en 2 dvd's opgenomen. Hij was dirigent van de Banda Perpétua Azeitonense van 1982 tot 1989 alsook vijf jaar van de Banda 12 de Abril Travassô. 
Verschillende jaren was hij dirigent van de Banda Marcial da Guarda Nacional Republicana en het Orquestra Ligeira (Amusementsorkest) van de Guarda Nacional Republicana, dat geïntegreerd was in het Orquestra de Câmara (Kamerorkest). Met deze ensembles heeft hij optredens verzorgd bij vele staatsbezoeken van buitenlandse autoriteiten aan Portugal. 
Als componist schreef hij werken voor banda (harmonieorkest) en muziek voor kindertheater.

## Composities

### Werken voor banda (harmonieorkest)
- Galaxia
- Marchas de Lisboa
- Mundo em Movimento, selectie
- Selecção Italiana
- Selecção de Opera

### Werken voor kindertheater
- Muziek voor O Gato das Botas[1] - libretto: Charles Perrault